# Cala Fontanelles
Cala Fontanelles o Platja Ses Fontanelles és una platja i cala situada a l'est del municipi de Ciutadella, a Menorca.
Aquest entrant de mar aïllat forma part de la cala homònima, delimitada per les puntes Roja i de Fra Bernat. Aquesta badia també acull Cala Algaiarens ( platges es Bot i es Tancats), Codolar de Biniatram i Cova d'en Guàrdia. Les seves condicions marines i subaquàtiques són aptes per al fondeig d'embarcacions, ja que és un bon resguard davant la feresa amb què la mar assota la costa nord menorquina.
Aquesta màniga de mar verge es caracteritza per tenir forma de u, unes dimensions reduïdes, un talús de còdols i arena, una exposició als vents de component nord-oest, nord, nord-est, una brisa lleugera, una mar tranquil·la, un pendent suau i una afluència baixa de banyistes locals. S'empra sobretot, per a embarcador de petites barques recreatives.